# Star Wars: Republic Commando
Star Wars Republic Commando är ett FPS-datorspel från 2005. Spelet är utvecklat av LucasArts för Microsoft Windows och Xbox. Spelet använder Epic Games spelmotor Unreal Engine. Från 19 april 2007 är spelet bakåtkompatibelt för Xbox 360 med en nedladdningsbar patch.
Den 6 april 2021 släpptes åter på Ps4 och Nintendo Switch.  

## Gameplay
Spelaren har rollen som Boss (kodnummer 38), ledare för Delta Squad, en elittrupp av klonsoldater, som består av medlemmarna Scorch (62), Sev (07) och Fixer (40). I spelets intro får man uppleva träningen på hemplaneten Kamino och möta sina gruppmedlemmar för första gången. Det första uppdraget utspelar sig på planeten Geonosis under markstriderna som skildras i Episod II. Därefter följer ett spaningsuppdrag på ett av republikens skepp med vilket all kontakt har brutits. Slutligen sänds gruppen till Kashyyyk där uppdraget är att rädda wookierna från CIS:s invasionsstyrkor.

## Multiplayer
Spelet inkluderar även ett multiplayer-läge för både Microsoft Windows och Xbox med upp till 16 spelare. Det finns åtta banor och fyra olika spellägen däribland deathmatch och capture the flag.